# Селая, Анхелика
Анхе́лика Гваделу́пе Села́я (англ. Angélica Guadalupe Celaya, род. 9 июля 1982, Тусон) — американская актриса и модель. Она снималась во многих испаноязычных теленовеллах канала Telemundo. В 2014—2015 годах она играла главную женскую роль Зед Мартин в сериале NBC «Константин».

## Биография
Селая родилась в Тусоне, штат Аризона в семье мексиканцев. У неё есть младший брат Хесус Селая. Селая свободно говорит на испанском, английском и итальянском языках.
В 2010—2015 годах встречалась с мексиканским актёром Рафаэлем Амайа. Они были обручены, но в мае 2015 года Селая объявила о расставании.
8 сентября 2018 года Селая вышла замуж за мексиканского боксёра Луиса Гарсию. Ровно за год до этого, 8 сентября 2017 года, у пары родился сын Энджел Алессандро.

## Фильмография
| Год  | Название на русском | Название на английском | Роль              | Примечания      |
| ---- | ------------------- | ---------------------- | ----------------- | --------------- |
| 2010 | Мёртвый запад       | Dead West              | Глория Валенсуэла |                 |
| 2010 | Эдгар Флоатс        | Edgar Floats           | Пенни             |                 |
| 2013 | Поцелуй возмездия   | Kiss of Vengeance      | Леди              | Короткометражка |
| 2017 |                     | Skin in the Game       | Ева               |                 |

| Год       | Название на русском                 | Название на английском         | Роль               | Примечания                       |
| --------- | ----------------------------------- | ------------------------------ | ------------------ | -------------------------------- |
| 2003      | Под маской мстителя                 | Ladrón de corazones            | Рената             | Эпизод 1.1                       |
| 2005      | Полюби врага своего                 | Los plateados                  | Химена Кампасано   | Эпизод 1.1                       |
| 2006      | Решения                             | Decisones                      | Люси               | Эпизод 2.19                      |
| 2006      | Марина                              | Marina                         | Росальба Альварес  | Эпизод 1.1                       |
| 2008      | Пока проходит жизнь                 | Mientras haya vida             | Паула Эрнандес     | Эпизод 1.183                     |
| 2008      | Живу ради тебя                      | Vivir sin ti                   | Лилиана            | Эпизод 1.1                       |
| 2008      | Габриэль                            | Gabriel                        | Эва Леон / Вивиана | Регулярная роль; 10 эпизодов     |
| 2010      | Проклятая любовь                    | Perro amor                     | Миранда            | Эпизод 1.1                       |
| 2010—2011 | Кто-то смотрит на тебя              | Alguien te mira                | Эва Санетти        | Второстепенная роль; 75 эпизодов |
| 2012      | Чёрная метка                        | Burn Notice                    | Анхела Флорес      | Эпизод 6.9                       |
| 2013      | Повелитель небес                    | El Señor de los Cielos         | Эухения Касас      | Регулярная роль; 56 эпизодов     |
| 2014      | Даллас                              | Dallas                         | Лусия Тревино      | Второстепенная роль; 3 эпизода   |
| 2014—2015 | Константин                          | Constantine                    | Мари «Зед» Мартин  | Регулярная роль; 11 эпизодов     |
| 2015      | Агент Икс                           | Agent X                        | Луна               | Эпизод 1.4                       |
| 2016      | Касл                                | Castle                         | Соня Руис          | Эпизод 8.16                      |
| 2016      | Мыслить как преступник: За границей | Criminal Minds: Beyond Borders | Сильвия Руис       | Эпизод 1.8                       |

## Награды и номинации
| Год  | Награда          | Категория                    | Номинированная работа | Результат | Примечания |
| ---- | ---------------- | ---------------------------- | --------------------- | --------- | ---------- |
| 2013 | Premios Tu Mundo | Лучшая актриса второго плана | «Повелитель небес»    | Номинация | [ 3 ]      |